# 'l mal de' fiori
'L mal de' fiori è un poema pubblicato per la prima volta nel 2000 e composto da Carmelo Bene che viene subito acclamato «poeta dell'impossibile» dalla Fondazione Schlesinger, istituita da Eugenio Montale, la cui presidenza onoraria era tenuta allora da Rita Levi-Montalcini. L'estesa introduzione, quasi un'esegesi, è di Sergio Fava.

## Caratteristiche dell'opera
Bisogna precisare prima di tutto che non c'è, comunque, nessun riferimento a Les fleurs du mal di Charles Baudelaire, nonostante Carmelo Bene ne sia un grande estimatore. Come si deduce dal titolo della copertina, si tratta di un poema e non di una raccolta di poesie. In esso sono ravvisabili una commistione di lingue e dialetti, oltre che di idioletti, che vanno dall'italiano più o meno antico, al provenzale, al francese arcaico, al milanese, al fiorentino, al salentino, al veneto, oltre ad essere frequentemente corrotto con inserzioni castigliane, anglosassoni... C'è dunque questo nomadismo linguistico che pervade l'intera opera. Lo stesso Carmelo Bene, in un'intervista rilasciata a Caffè letterario, dice...
[...] Non si può che confermarsi 'stranieri nella propria lingua'. Il plurilinguismo (crogiuolo di idioletti, arcaismi, neologismi di che trabocca il poema) è il contrario d'una accademia di scuola interpreti. È 'Nomadismo': divagazione, digressione, chiosa, plurivalenza, ecc. Il testo intentato è (deve essere) smentito, travolto dall'atto, cioè de-pensato. [...] 
 Nel 'mal di questi fiori' si fa sempre più solare il fatto che laddove il tutto possa sembrare una eruzione vulcanica, è invece somma-sottrattiva che, mediante le più svariate soluzioni chimico-linguistiche, via via si svuota. .

### Esempi di lingue, dialetti, insert, idioletti, contaminazioni

#### Dialetto salentino
Tie jentu miu percè cchiu nu rrefiati
intra sta capu a fiuri? Ieri ssira
nu sciardinu ccantatu era sta capu
te sciumei te carrofali arvereddi
erdi de parme ccetratina e 'rose
gersumini gerani nu ndurare
ddacquatu te pensieri.

#### Dialetto toscano
Tu 'un lo senti che noialtridue siccome l'altri
s'è digià fradiciata porannoi morta gente
come tu la mi mà che son 'nterrati
raggirati nun so da che issoletico [...]

#### Lingua francese
Dans la poesie la vie
le toût que s'offre souffre
éclate jamais de rire
- ah le bleu charme du gouffre! - 
n'importequoiismetriste
de cette vielapoesie
au bain-marie artiste.
Ad ogni modo si tratta sempre di lingue minori, nell'accezione deleuziana, corrotte, anche quando ci troviamo di fronte a una lingua italiana o francese. Spesso in questo peregrinare linguistico, eccedendo i limiti dello spazio-tempo, si ritrovano riferimenti a topoi delle sue opere teatrali, come Pentesilea, Pinocchio, ecc., anche se sovente non espressamente esplicitate.
Per esempio espliciti sono i versi iniziali che riecheggiano identici Pentesilea...
Se tesa duole
questa mano se vuole
afferrare per l'oro de' capelli
la gloria se mi sfiora
nera una forza ne disvuole il gesto.
O implicitamente pinocchio...
... siccome è gira gira ferma qui a noi d'accanto
su 'l perno 'l suo 'na giostra
di ciuchi 'cartapesta che si dondolano
immoti e vanno vanno
in chissadove infanzia...